# Marko Divković
Marko Divković (sinh 11 tháng 6 năm 1999) là một cầu thủ bóng đá Croatia thi đấu cho FC DAC 1904 Dunajská Streda ở vị trí tiền đạo.

## Sự nghiệp

### FC DAC 1904 Dunajská Streda
Divković ra mắt chuyên nghiệp cho FC DAC 1904 Dunajská Streda trước FK Železiarne Podbrezová ngày 22 tháng 7 năm 2017.